# Lepidodexia tetraptera
Lepidodexia tetraptera är en tvåvingeart som beskrevs av Brauer och Julius Edler von Bergenstamm 1891. Lepidodexia tetraptera ingår i släktet Lepidodexia och familjen köttflugor.
Artens utbredningsområde är Venezuela. Inga underarter finns listade i Catalogue of Life.